# Zveza ameriških železnic
Zveza ameriških železnic (izvirno angleško Association of American Railroads, kratica AAR; AAR oznaka: AAR) je industrijska tržna skupina, ki združuje tovorne železnice v Severni Ameriki (Kanada, Mehika in ZDA). Amtrak in nekatere druge regionalne potniške železnice so tudi članice Zveze.
Zveza je bila ustanovljena 12. oktobra 1934 z združitvijo petih skupin: 
- Ameriška železniška zveza (American Railway Association),
- Zveza železniških direktorjev (Association of Railway Executives),
- Biro železniške ekonomije (Bureau of Railroad Economics),
- Zveza železniških računovodskih uradnikov (Railway Accounting Officers Association) in
- Zveza železniških finančnih uradnikov (Railway Treasury Officers Association).

Ena od nalog Zveze je, da nadzira poslovanje po železnici v Severni Ameriki. Tako imajo vsa podjetja, ki so lastniki železniškega omrežja oz. opreme, ki jo je možno železniško transportirati, posebno AAR oznako, s katero poslujejo znotraj te zveze. AAR oznaka mora biti tako prisotna in vidna na vsakem kosu opreme, ki potuje po železnici.